# 21293 Fujimototoyoshi
21293 Fujimototoyoshi este o planetă minoră (asteroid), cu un diametru de 3,582 km, din centura de asteroizi. A fost descoperită pe 7 noiembrie 1996 la Kitami Observatory⁠(d) de Kin Endate. 
Obiectul prezintă o orbită caracterizată de o semiaxă mare de 2,2966702 UAi, o excentricitate de 0,24, o înclinație de 5,34359 ° în raport cu ecliptica.